# جوليان وودز
جوليان وودز (بالإنجليزية: Julian Woods)‏ (4 سبتمبر 1887 في أستراليا - 11 أكتوبر 1975 في أستراليا) هو لاعب كريكت أسترالي. لعب مع فريق تسمانيا للكريكت.

## وصلات خارجية
- جوليان وودز على موقع إي آس بي آن كريك إنفو (الإنجليزية)